# Jörg Oppermann
Jörg Oppermann (* 10. Januar 1985) ist ein deutscher Springreiter.

## Privates

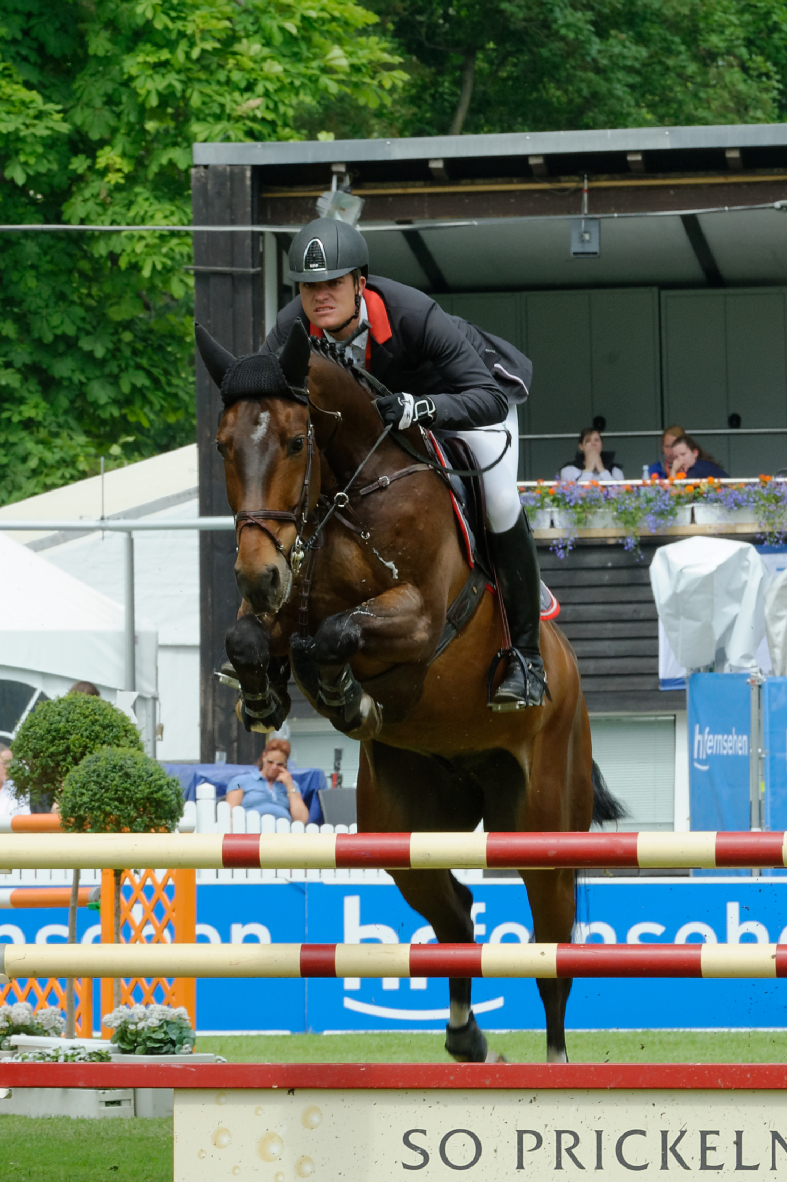
Jörg Oppermann auf Cassedy beim CSIYH* in Wiesbaden 2015

Jörg Oppermann stammt aus einer Reiterfamilie und hatte im Stall seiner Eltern im Rheinland früh Kontakt zu Pferden. Er ist mit der Springreiterin Lisa Oppermann (geborene Eufinger) verheiratet, deren Vater der Hengst Che Guevara gehört.

## Laufbahn

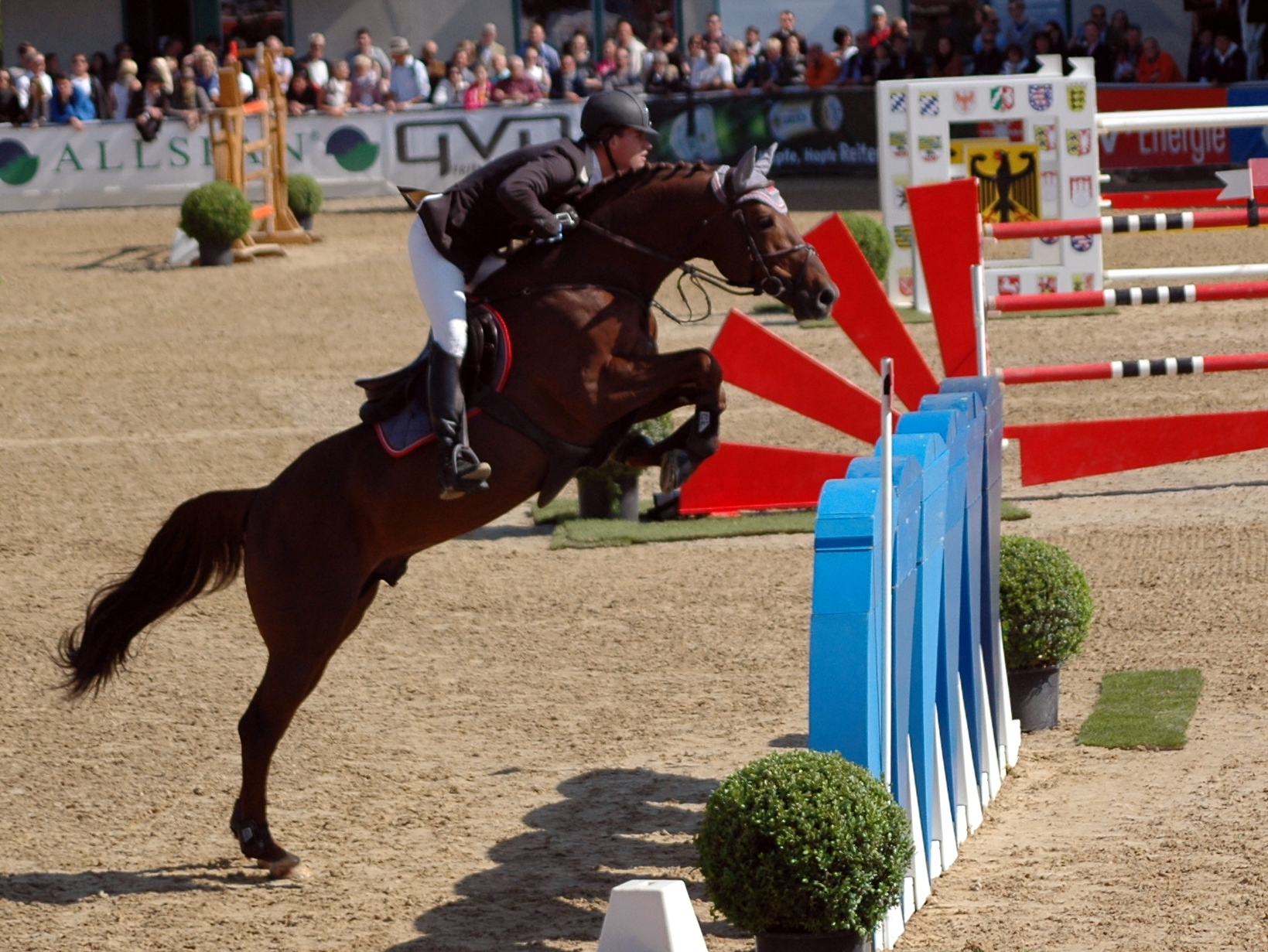
Jörg Oppermann mit Che Guevara beim Maimarkt-Turnier in Mannheim (2014)

Jörg Oppermann bestritt zunächst nationale Prüfungen bis zur Klasse S***, Ende der 2000er Jahre folgten mehrfach Starts bei  internationalen CSIU25-Turnieren. Seinen ersten Start in einem internationalen Großen Preis außerhalb von U25-Prüfungen hatte er im Jahr 2009 beim CSI 2* Ising.
Seine Lehre machte er beim Springreiter Marcus Wenz. Direkt nach der Lehre von Heinz Eufinger das Angebot, in dessen Stall in Elz tätig zu sein. Zudem trainierte Oppermann bei Mannschaftsolympiasieger Lars Nieberg.
Seinen ersten Nationenpreis in der Altersklasse der Reiter bestritt Oppermann im Mai 2011 in Linz. Im Team mit Jan Sprehe, David Will und Jürgen Kraus gewann hier, Teamchef war Dietmar Gugler. In Folge nahm er auch an seinem ersten Nationenpreis im FEI Nations Cup, beim CSIO Schweiz in St. Gallen, teil.
Bei den deutschen Meisterschaften 2015 blieb Oppermann mit Che Guevara als einziger Reiter in den ersten drei Umlaufen fehlerfrei. Im vierten Umlauf der Meisterschaftswertung hatte er jedoch einen Abwurf, so dass nochmals im Stechen der Reiter mit vier Strafpunkten antreten musste. Ein weiterer Hindernisfehler hier verhinderte den Titelgewinn, Jörg Oppermann gewann die Bronzemedaille. 
Jörg Oppermann war im Jahr 2013 Mitglied des B2-Kaders der deutschen Springreiter. Zusammen mit Che Guevara gewann er 50 Springprüfungen der Klasse S, sie gewannen Preisgelder von 600.000 Euro.

## Pferde

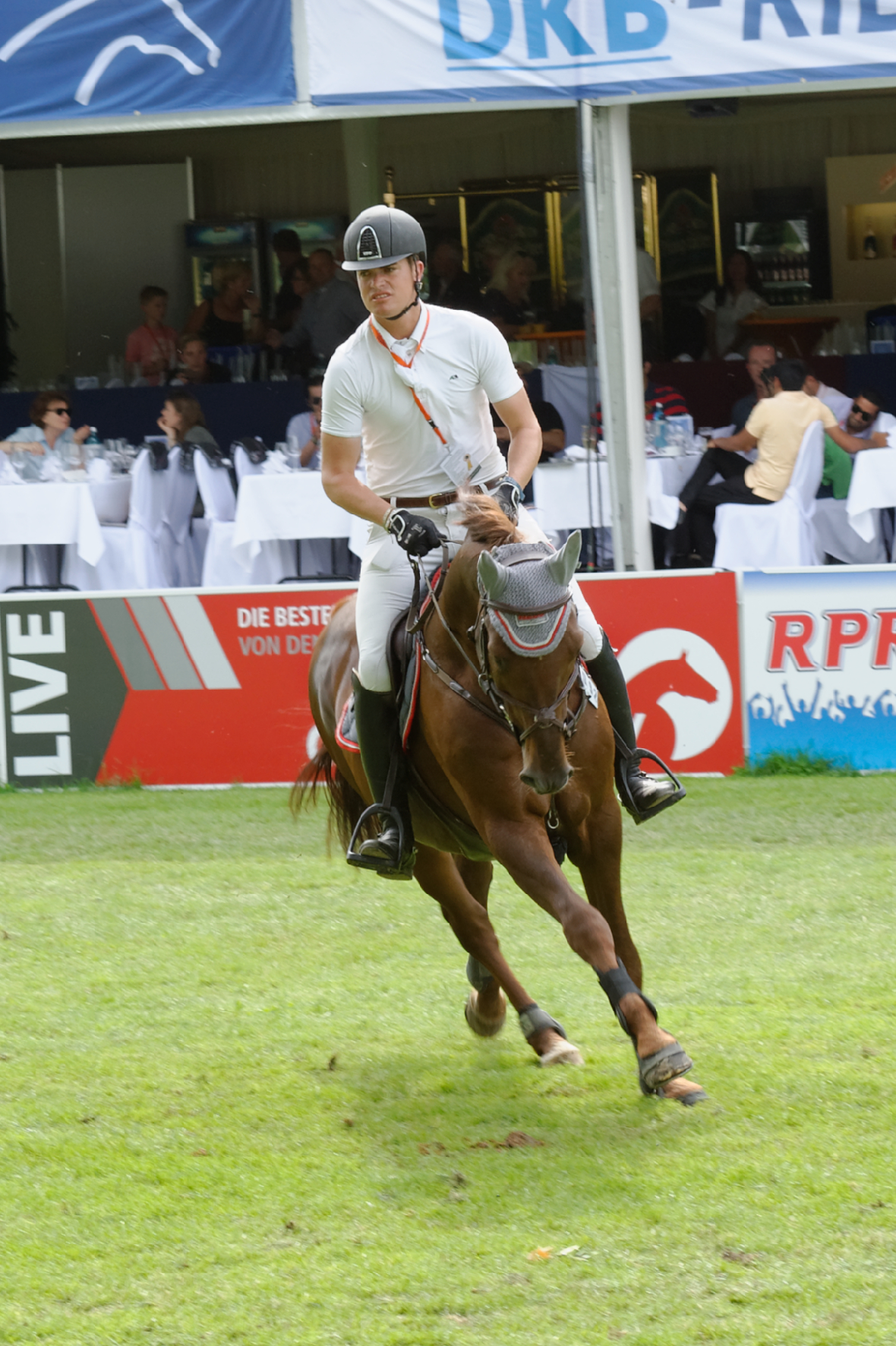
Jörg Oppermann und Che Guevara beim Internationalen Pfingstturnier Wiesbaden 2014

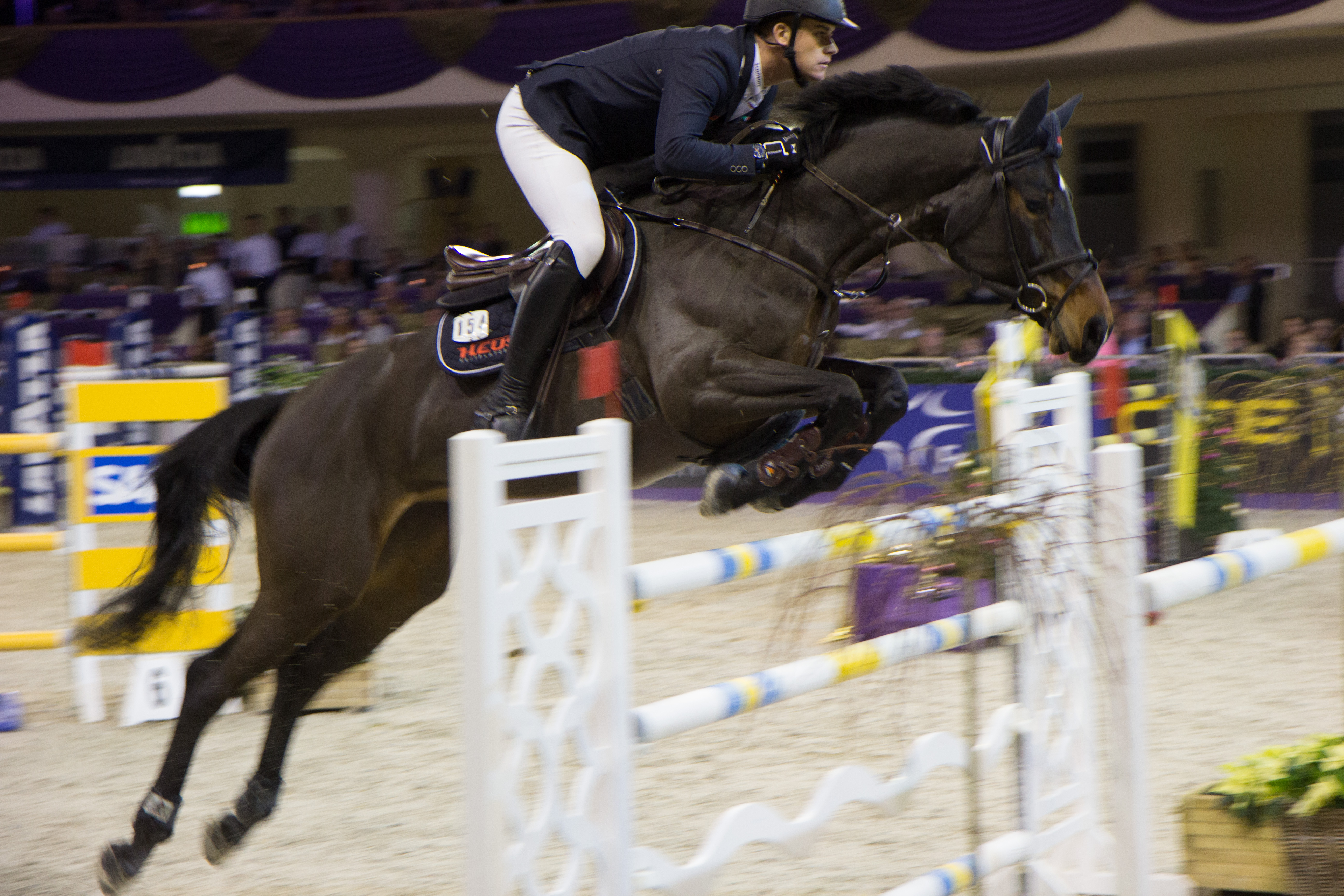
Jörg Oppermann auf Amelie 108. 2017

- Don Johnson 35 (* 2019), brauner DSP-Wallach, Vater: Dobermann, Muttervater: Galant de Semilly
- Olymp 58 (* 2013), brauner OS-Wallach, Vater: Olympic Fire 5, Muttervater: Ramiro Z
- Lord Zion (* 2011), SWB-Schimmelhengst, Vater: Lord Z, Muttervater: VDL Cardento 933
- Carcasonne 5 (* 2018), brauner Rheinländer Wallach, Vater: Congress 4, Muttervater: Cassini II
- Fips for Fun GA (* 2018), brauner OS-Hengst, Vater: For Cornet, Muttervater: Number One 32
- Che Guevara 17 (* 2001), Holsteiner Fuchshengst, Vater: Concept, Muttervater: Rebel Z I[7]; zu Pfingsten 2019 aus dem Sport verabschiedet[6]
- Luzi 28 (* 2002), Hannoveraner Dunkelfuchs-Stute, Vater: Le Primeur, Muttervater: Polydor, zuletzt 2011 im internationalen Sport eingesetzt[8]

## Erfolge
- 2008:
  - CSIU25-A Eschwege, Prüfung Klasse S**, Platz 2, Che Guevara

- 2009:
  - CSIU25-A München-Riem, S** (European Youngster Cup), Platz 1, Che Guevara
  - Großer Preis von Viernheim, S***, Platz 2, Che Guevara
  - CSIU25-A Nörten-Hardenberg, S** (European Youngster Cup), Platz 2, Che Guevara
  - CSI 2* Ising, Großer Preis, Platz 6, Che Guevara
  - Großer Preis von Donaueschingen-Immenhöfe, S***, Platz 1, Che Guevara

- 2010:
  - CSIU25-A München-Riem, S** (European Youngster Cup), Platz 1, Che Guevara
  - CSI 3* Maria Wörth-Reifnitz, Championat, Platz 1, Che Guevara
  - CSIU25-A Maria Wörth-Reifnitz, S** (European Youngster Cup), Platz 1, Luzi
  - Großer Preis von Viernheim, S***, Platz 2, Che Guevara
  - Großer Preis von Raubach, S***, Platz 2, Che Guevara
  - Großer Preis von Donaueschingen-Immenhöfe, S***, Platz 1, Che Guevara
  - Großer Preis von Bisingen-Hohenzollern, S***, Platz 3, Che Guevara

- 2011:
  - 3. Rang in der Riders Tour-Gesamtwertung
  - CSI 4* Braunschweig, Championat, Platz 3, Che Guevara
  - Nationenpreis von Linz (CSIO 4*), Platz 1, Che Guevara
  - Nationenpreis von St. Gallen (CSIO 5*), Platz 9, Che Guevara
  - Nationenpreis von Bratislava (CSIO 3*-W), Platz 6, Che Guevara
  - Großer Preis von Viernheim, S***, Platz 1, Che Guevara
  - Großer Preis von Donaueschingen-Immenhöfe, S***, Platz 1, Che Guevara
  - CSI 3* German Classics Hannover, Grand Prix (Riders-Tour-Wertungsprüfung), Platz 1, Che Guevara
  - CSI 4* Frankfurt am Main., Großer Preis (Masters League-Finale), Platz 2, Che Guevara

- 2012:
  - Nationenpreis von Wellington FL (CSIO 4*), Platz 1, Che Guevara

- 2013:
  - 3. Platz in den Großen Preisen der ersten und zweiten Woche der Mediterranean Equestrian Tour (CSI 2* Oliva) mit Che Guevara

- 2014:
  - Nationenpreis von Bratislava (CSIO 3*-W), Platz 1, Che Guevara
  - Nationenpreis von Porto Alegre (CSIO 4*), Platz 2, Che Guevara
  - Großer Preis von Porto Alegre (CSIO 4*), Platz 3, Che Guevara

- 2015:
  - Großer Preis von Münster beim K+K Cup, Platz 3, Che Guevara
  - Großer Preis der Bundesrepublik (CSI 3* Dortmund), Platz 3, Che Guevara

- 2016:
  - Großer Preis der 1. Woche des Equestrian Summer Circuit I (CSI 2* Wiener Neustadt), Platz 1, Che Guevara
  - Großer Preis der 2. Woche des Equestrian Summer Circuit I (CSI 2* Wiener Neustadt), Platz 1, Che Guevara
  - Großer Preis von Donaueschingen-Immenhöfe (CSI 2*), Platz 2, Che Guevara
  - Großer Preis der 2. Woche des Chiemsee Pferdefestivals (CSI 2* Ising), Platz 2, Che Guevara
  - Großer Preis von Sauldorf-Boll (CSI 2*), Platz 2, Che Guevara
  - Großer Preis von Oldenburg (CSI 2*), Platz 2, Che Guevara

- 2017:
  - Großer Preis von Offenburg (CSI 3*), Platz 2, Che Guevara
  - Championat von Balve (CSI 2*), Platz 2, Che Guevara
  - Großer Preis von Ising (CSI 2*), Platz 1, Che Guevara
  - Großer Preis von Darmstadt-Kranichstein (CSI 2*), Platz 1, Che Guevara

- 2018:
  - Maimarkt-Championat beim Maimarkt-Turnier Mannheim (CSI 3*), Platz 1, Che Guevara
  - Großer Preis von Viernheim, S***, Platz 1, Che Guevara[9]

(Stand: 3. Juni 2018)